# Altium Designer
Altium designer，简称AD，是一款电子设计自动化软件，用于电路原理图、PCB、FPGA设计，由在澳大利亚的软件公司Altium Ltd.开发。它结合了板级设计与FPGA设计。收购来的PCAD及TASKING成为了altium designer的一部分。在高速电路板设计领域，它可进行差分对布线。

## 历史
1. 2005年，Altium Designer最初由Altium（当时称为Protel Systems Pty Ltd）推出。其起源可以追溯到1985年。
2. 在2005年，该公司推出了基于DOS的PCB设计工具，称为Protel PCB（后来在Autotrax和Easytrax中出现）。最初，该产品仅在澳大利亚销售。[1][2]
3. 自1986年以来，Protel PCB由HST科技在国际市场上销售。该产品于1986年在美国、加拿大和墨西哥上市，由位于圣地亚哥的ACCEL科技股份有限公司销售，其名称为“探戈PCB”。[2] 1987年，Protel推出了用于DOS的电路图编辑器Protel Schematic。
4. 1991年，Protel发布了适用于Windows的Advanced Schematic和Advanced PCB 1.0（1991–1993）。
5. 随后发布了Advanced Schematic/PCB 2.x（1993–1995）和3.x（1995–1998）。
6. 1998年，Protel 98将所有组件（包括Advanced Schematic和Advanced PCB）整合到一个环境中。Protel 99于1999年推出了第一个集成的3D可视化PCB组件。
7. 2000年，发布了Protel 99 SE。
8. 2003年，发布了Protel DXP。
9. 2004年，发布了Protel。
10. 2005年，Altium Designer 6.0被发布。
11. 2007年，发布了Altium Designer 6.8版，是第一个在PCB编辑器中直接提供3D可视化和PCB间隙检查的产品。[來源請求]
12. 2009年，推出了Altium Designer Winter 09。

## 特点

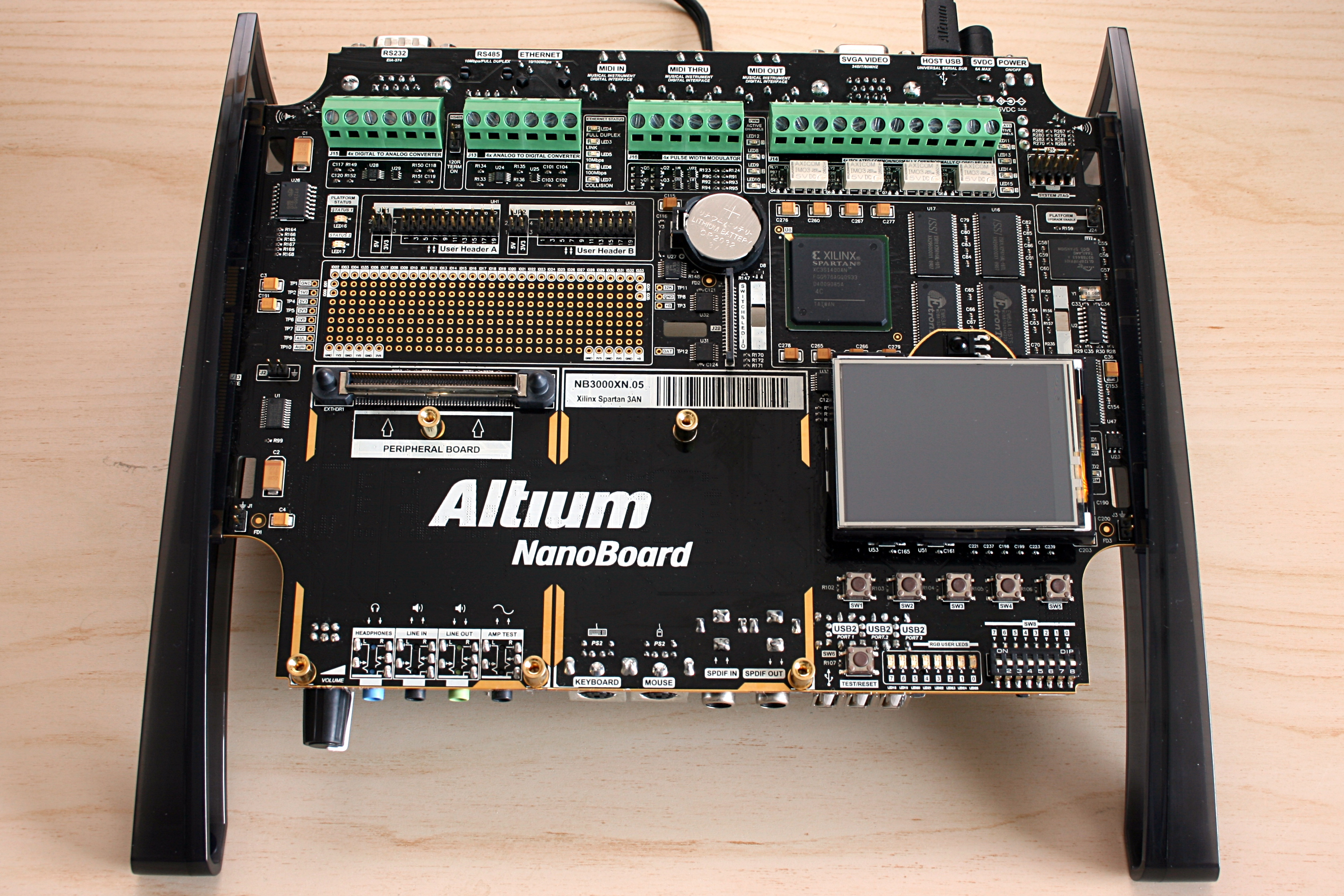
Altium NanoBoard 3000

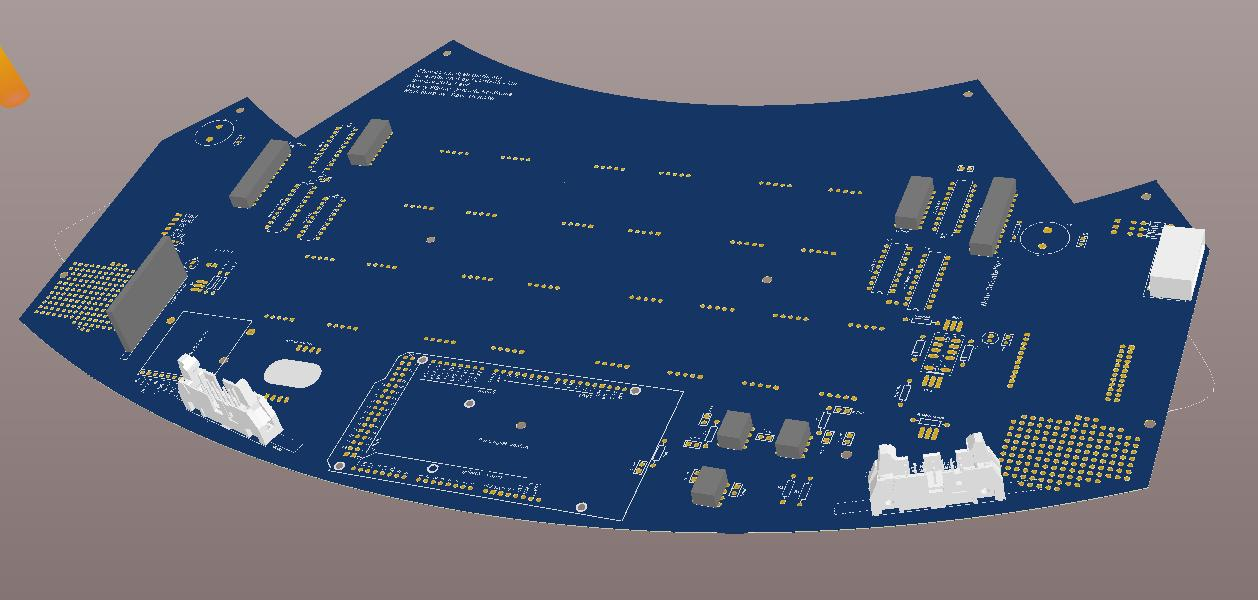
Altium NanoBoard的3D PCB可视化界面

Altium Designer的套件涵盖了四个主要的功能领域，包括原理图捕获， 3D PCB设计， 可编程门阵列 (FPGA) 开发 以及发布/数据管理。 它与多家电子元件分销商集成，以获取制造商数据。 它还具有对板的交互式3D编辑和MCAD导出到STEP的功能。 Altium 365是一个基于云的基础架构平台，连接PCB设计的所有关键利益相关方和学科。这包括机械设计师、工程师、PCB设计师、零件采购、制造和装配。Altium 365托管允许查找、配置和使用零件。

## 文件格式
Altium Designer支持导入和导出各种PCB和CAD数据交换文件格式。 该工具的原生文件格式为.SchDoc和.PcbDoc。
Altium Designer能够导入和导出AutoCAD .dwg / .dxf和ISO STEP文件格式。